# Mathias Schulz (Politiker)
Mathias Schulz (* 1985 in der Uckermark) ist ein deutscher Jurist und Politiker (SPD). Er ist seit 2021 Mitglied des Abgeordnetenhauses von Berlin.

## Biografie
Mathias Schulz absolvierte nach einer Ausbildung zum Lokomotivführer ein Jura-Studium und ist im Bundesverkehrsministerium tätig.

## Politik
Schulz amtiert im Bezirk Mitte als stellvertretender Kreisvorsitzender seiner Partei. Er erhielt 2021 im Wahlkreis Mitte 5 ein Mandat im Abgeordnetenhaus. Bei der Wiederholungswahl 2023 konnte er seinen Sitz im Abgeordnetenhaus verteidigen.